# Spettroscopia optogalvanica
La spettroscopia optogalvanica (in inglese optogalvanic spectroscopy) è una tecnica spettroscopica basata sull'effetto optogalvanico.
Irradiando con radiazione elettromagnetica una scarica autosostenuta in un gas viene modificata la sua conducibilità. Facendo misure del cambiamento di corrente e del voltaggio in rapporto alla lunghezza d'onda della radiazione utilizzata si ricavano degli spettri. Da questo si possono avere informazioni sul campione ionizzato dal plasma.
Questa tecnica può essere accoppiata a una sorgente ionica a scarica a bagliore (GD-optogalvanic spectroscopy).